# Середньогрецька мова
Стаття з серії:

Грецька мова
- Прагрецька мова
- Мікенська мова
- Давньогрецька мова
- Койне
- Середньогрецька мова
- Новогрецька мова
  - Катаревуса
  - Димотика

Візантійська мова (грец. Ρωμαϊκή γλώσσα), або Середньогрецька мова (грец. Μεσαιωνική ελληνική γλώσσα) — один з етапів розвитку грецької мови. Мова грецького та еллінізованого населення середньовічних держав Східного Середземномор'я та Середньовічної Греції зокрема, офіційна та, частково, розмовна мова Візантійської імперії, особливо її столиці — міста Константинополь. Середньогрецька мова є свого роду перехідним етапом між давньогрецькою мовою античності й сучасною новогрецькою мовою Греції та Кіпру.

## Історія
Хронологічно давньогрецький етап охоплює практично все Середньовіччя від остаточного поділу Римської імперії до падіння Константинополя 1453 року.

### Пізня античність, раннє Середньовіччя
Завдяки інтенсивній давньогрецькій колонізації, що підтримувала економіко-соціальні зв'язки між грецькими містами Середземномор'я та Причорномор'я, у часи ранньої античності спостерігається відносна єдність писемного й усного мовлення греків. З поширенням давньогрецької писемності та розвитком літературної мови встановлюються її літературні норми, писемна мова поступово кристалізуються й утрачає гнучкість та жвавість, характерну для розмовної мови. Схожі процеси спостерігалися й на Заході імперії, де класична письмова латина поступово відірвалася від вульгарної мови провінцій (див. Народна латина).

### Ранньовізантійський період
У перший період візантійської доби народна, жвава та спрощена в домашньому побуті мова розпочала змагання з літературною, на той час ще не надто відмінною. До цього періоду відносяться значні й більш-менш удалі спроби зближення між літературною та розмовною формами мови, що виражались у запозиченнях письменниками з народної мови форм слів і виразів. Такі спроби спостерігаються в хроніках Малали та Феофана, деяких житіях святих. Офіційною мовою Візантії аж до VII століття була латина, тож у лексиці та морфології візантійської мови відчувається сильний латинський уплив.

### Пізньовізантійський період
Небажання втрачати зв'язок з античністю в боротьбі за збереження римської спадщини призводить до того, що літературний пуризм епохи Комнінів поступово пригнічує його. Літератори другого періоду й утворена більшість поставилися до народної мови з аристократичною зневагою, як до грубої та низької, нездатної виражати високі ідеї й художні образи. Письменники епохи Комнінів і Палеологів, ретельно уникаючи народних виразів, віддалили літературну мову від живої до такої міри, що в XII та наступних століттях літературна мова стала предметом шкільного навчання й літературної моди, насилу розумілась неосвіченою більшістю суспільства.
Ситуація з розривом між літературно-писемною й усною мовою поступово посилювалась зростанням присутності інших мов, що розділили колись єдиний грецький мовний простір із центром на декілька ізольованих ареалів. Так виділились цаконський діалект, понтійський діалект, у центральних регіонах Малої Азії (Каппадокія) за значного тюркського впливу після 1071 року сформувався каппадокійський діалект. В умовах майже повної безграмотності, незрозумілості та важкодоступності освіти архаїчною літературною мовою, а також в умовах постійної іноземної інтервенції після 1204 року, більшість грецьких селян краще розмовляли іноземними мовами, аніж власною літературною. У пізньовізантійський період ролі лінгва франка узбережжя виконують французька й італійська мови. У гірських регіонах використовувалась також албанська мова, інколи південнослов'янські мови та діалекти, арумунска мова та навіть циганська.
В результаті постійного міжнаціонального спілкування в грецькій мові у візантійський період виробляється низка спільних рис з іншими балканськими мовами (див. Балканський мовний союз). Після захоплення турками Адріанополя (нині Едірне) у 1365 році, візантійські діалекти піддаються все більшому впливу турецької мови. Багато греків (Мала Азія, Фракія, Македонія) остаточно переходять на неіндоєвропейську турецьку мову та навіть приймають іслам.
У пізньовізантійський період народній мові, вигнаній із літературного обігу, було надано можливість природного розвитку в народному вжитку та зберігання в небагатьох пам'ятках народної словесності. Про те, наскільки великою була різниця між штучно підтримуваною чистою літературною мовою й уживаною в народі, можна судити за численними версіями перекладів на загальнозрозумілу народну мову праць найвідоміших грецьких істориків.

## Закономірності розвитку
Хронологічний та генетичний розвиток візантійської мови з давньогрецької та поступовий перехід у сучасну новогрецьку мову відмінний, наприклад, від історії латинської мови. Остання після формування романських мов майже зовсім перестала розвиватись, утративши зрештою й ужиток. Грецька ж мова в основному зберігала єдність та поступовість розвитку до новітнього часу.
У візантійській мові виявляються тенденції до дивергентного розвитку. Характерна риса візантійського періоду — розрив між літературно-писемною та розмовною формами мови. Значно поширена диглосія: володіння і літературною мовою (серед вищих верств), і розмовними діалектами. Кінець цього процесу було покладено тільки в новогрецький період, тобто в ХХ столітті, після того, як відбувся греко-турецький обмін населенням, і поступового потурчення носіїв мови за межами незалежної Греції.
Першим в розвитку неологізмів грецької мови були народні діалекти та провінціалізми, а також індивідуальні риси письменників. Уплив народних говірок, висловлений у відмінностях вимови звуків, у конструкції речень (синтаксисі), у розборі граматичних форм і в утворенні нових слів за законом аналогії, розпочав проявлятись іще в дохристиянську епоху.
Самі греки, усвідомлюючи різницю між літературною й уживаною у звичайній побутовій бесіді мовах, назвали останню грец. γλώσσα δημώδης, трансліт. глоссі дімодіс, досл. «дімотіка» — народна мова, на протилежність першій — грецька καθαρεύουσα, трансліт. кафаревуса, досл. «очищене» – койне. У християнську епоху літературна й народна мови розділяються дедалі більше та все глибше, оскільки особливості народної мови знайшли собі застосування у Священному Писанні та в церковній практиці, тобто співах та повчанні. Можна було б очікувати, що народна мова, вже значно віддалена від літературної, знайде собі поступове застосування в різних родах словесності та збагатить її новими формами та словотвором, але в дійсності, за допомогою скрайнього пуризму, зближення двох форм грецької мови — кафаревуси та дімотіки — відбулося лише наприкінці 20 століття.